# Akihiro
Akihiro (あきひろ) est un prénom japonais masculin.